# Sol LeWitt

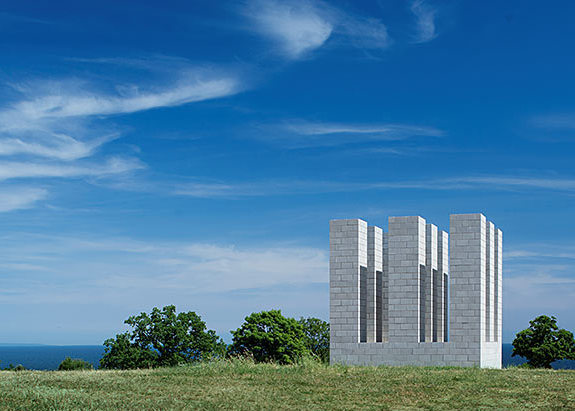
'Nine Towers for Jene' av Sol LeWitt

Solomon LeWitt, detto Sol ([ˈsɒl ləˈwɪt]; Hartford, 9 settembre 1928 – New York, 8 aprile 2007), è stato un artista statunitense legato a vari movimenti, tra cui l'arte concettuale e il minimalismo.

## Biografia
Nasce a Hartford, nel Connecticut, da una famiglia di immigrati ebrei russi. La madre incoraggia le sue doti artistiche permettendogli di frequentare un corso presso il Wadsworth Atheneum di Hartford. Nel 1949, dopo aver conseguito un BFA all'Università di Syracuse, si reca in Europa dove studia dal vivo dipinti dei grandi maestri. A partire dal 1950 presta servizio nella Guerra di Corea, prima in California, poi in Giappone e infine in Corea.
Nel 1953 si trasferisce a New York e apre uno studio nel Lower East Side, nel vecchio insediamento ebraico ashkenazita su Hester Street. Durante questo periodo studia alla School of Visual Arts e lavora presso la rivista Seventeen.
Nel 1955 lavora per un anno come grafico nello studio dell'architetto Ieoh Ming Pei. Nello stesso periodo, conosce il lavoro del fotografo tardo ottocentesco Eadweard Muybridge, i cui studi sulla sequenza e sulla locomozione sono una delle sue prime influenze. Queste esperienze, unite a un lavoro di livello base come receptionist notturno e impiegato svolto nel 1960 presso il Museum of Modern Art (MoMA) di New York, ebbero un forte impatto sui successivi lavori dell'artista. Al MoMA, tra i colleghi di LeWitt, possiamo ricordare artisti come Robert Ryman, Dan Flavin, Gene Beery e Robert Mangold, e la futura critica d'arte e scrittrice Lucy Lippard.
Nel 1960, l'ormai nota mostra "Sixteen Americans" (a cura di Dorothy Canning Miller, con lavori di Jasper Johns, Robert Rauschenberg e Frank Stella) crea un'ondata di eccitazione e di discussione nella comunità di artisti che segna LeWitt. LeWitt diventa anche amico di Hanne Darboven, Eva Hesse e Robert Smithson.
Durante la fine degli anni Sessanta insegna in diverse scuole di New York, tra cui la New York University e la School of Visual Arts.
Nel 1970, lascia New York per Spoleto, in Italia, situa il suo studio nel centro storico e si stabilisce sulle pendici di Monteluco, dapprima in un eremo di proprietà di Marilena Bonomo, successivamente in una casa torre acquistata nei pressi della chiesa di San Pietro. Dopo essere tornato negli Stati Uniti alla fine degli anni Ottanta pone a Chester, nel Connecticut, la sua residenza principale.
Muore nel 2007 a New York, a 78 anni, di cancro.

## Attività
Raggiunge la fama alla fine degli anni Sessanta grazie ai suoi Wall drawings e "strutture" (termine che preferiva a "sculture") ma fu prolifico in una vasta gamma di media tra cui disegno, incisione, fotografia, pittura, installazione e libri d'artista.
Dal 1965 è stato oggetto di centinaia di mostre personali in musei e gallerie di tutto il mondo. La prima biografia dell'artista, "Sol LeWitt: A Life of Ideas", di Lary Bloom, è stata pubblicata dalla Wesleyan University Press nella primavera del 2019 .

### Scultura
All'inizio degli anni Sessanta, inizia a creare le sue "strutture", termine che usava per descrivere il suo lavoro tridimensionale: si tratta di strutture aperte e modulari originate dal cubo, forma che ha influenzato il pensiero dell'artista fin dall'inizio della sua carriera.  Le "strutture" hanno come unità fondamentale le proporzioni del corpo umano, per questo motivo molte arrivano approssimativamente all'altezza degli occhi. Dopo aver creato un primo corpus di opere composte da oggetti in legno laccati a mano, a metà degli anni Sessanta decide di "rimuovere del tutto la pelle e rivelare la struttura" realizzando delle opere cubiche costituite da dodici elementi lineari uguali collegati agli otto angoli per formare una struttura scheletrica.
Dal 1969 realizza molte delle sue strutture modulari su larga scala, in alluminio o acciaio.
Nel 1985 viene realizzato il primo cubo di cemento in un parco a Basilea.
A partire dalla metà degli anni Ottanta, compone alcune delle sue sculture realizzate con blocchi di calcestruzzo impilati. Dal 1990 in poi ne realizza molteplici varianti.
Da fine anni Novanta l'artista si allontana dal suo noto vocabolario geometrico lineare e sostituito da un crescente interesse per forme curvilinee irregolari dai colori altamente saturi.

### Wall drawings
Nel 1968, inizia a concepire una serie di linee guida o semplici diagrammi per i suoi lavori bidimensionali disegnati direttamente sul muro, eseguiti prima in grafite, poi a pastello, poi a matita colorata e infine tinte cromaticamente ricche di china, acrilico brillante vernice e altri materiali.  Da quando ha creato un'opera d'arte per la mostra inaugurale della Paula Cooper Gallery nel 1968,  una mostra a beneficio del Comitato di mobilitazione studentesca per porre fine alla guerra in Vietnam, migliaia di disegni di LeWitt sono stati installati direttamente sulle superfici di muri.
Trasferitosi a Spoleto, in Italia, alla fine degli anni Settanta, ha attribuito il suo passaggio dalla matita di grafite o pastello a vivaci pennellate di inchiostro, al suo incontro con gli affreschi di Giotto, Masaccio e altri primi pittori fiorentini. Tra la fine degli anni Novanta e l'inizio degli anni 2000, ha creato disegni murali in acrilico colorato altamente saturo. Mentre le loro forme sono curvilinee, giocose e sembrano quasi casuali, sono anche disegnate secondo un preciso insieme di linee guida. Le bande hanno una larghezza standard, ad esempio, e nessuna sezione colorata può toccare un'altra sezione dello stesso colore.
I wall drawings sono solitamente eseguiti da persone diverse dall'artista stesso. Anche dopo la sua morte, le persone continuano a realizzare questi disegni.  Alla fine avrebbe quindi utilizzato squadre di assistenti per creare tali opere. Scrivendo sulla realizzazione di wall drawings, l'artista osserva nel 1971 che "ogni persona traccia una linea in modo diverso e ogni persona comprende le parole in modo diverso". Tra il 1968 e la sua morte nel 2007, ha creato più di 1.270 wall drawings. I wall drawings, eseguiti in loco, esistono generalmente per la durata di una mostra; vengono poi distrutti, conferendo all'opera nella sua forma fisica una qualità effimera. Possono essere installati, rimossi e quindi reinstallati in un'altra posizione, tutte le volte che è necessario a fini espositivi. Quando viene trasferito in un'altra posizione, il numero di muri può cambiare solo assicurandosi che le proporzioni del diagramma originale vengano mantenute.

### Gouaches
Negli anni Ottanta, in particolare dopo un viaggio in Italia, inizia a utilizzare il gouache, una pittura opaca a base d'acqua, per produrre opere astratte a flusso libero in colori contrastanti. Questi hanno rappresentato un significativo allontanamento dal resto della sua pratica, poiché ha creato queste opere con le sue stesse mani. I gouaches sono spesso create in serie sulla base di un motivo specifico. Le serie precedenti hanno incluso forme irregolari, curve parallele, pennellate ondulate e griglie simili a ragnatele.

### Libri d'artista

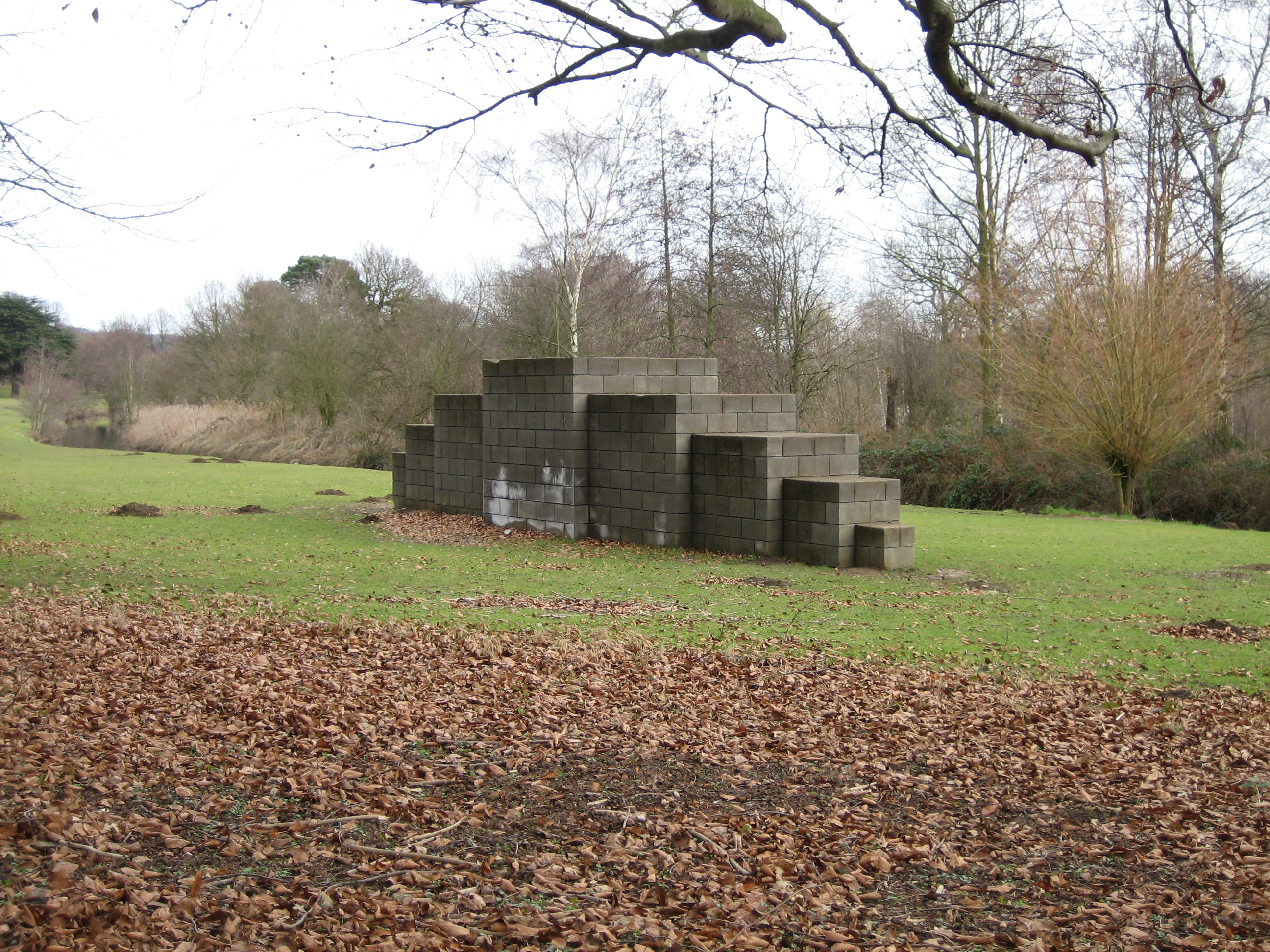
Scultura di Sol LeWitt, Yorkshire Sculpture Park

Dal 1966, l'interesse dell'artista per la serialità ha portato alla sua produzione di oltre 50 libri d'artista nel corso della sua carriera; in seguito ha donato molti esempi alla biblioteca del Wadsworth Athenaeum.

Nel 1976 ha contribuito a fondare Printed Matter, Inc., uno spazio d'arte a scopo di lucro nel quartiere Tribeca di New York City con colleghi artisti e critici. Printed Matter è stata una delle prime organizzazioni dedicate alla creazione e alla distribuzione di libri d'artista, incorporando autopubblicazione, editoria su piccola stampa e reti e collettivi di artisti.  Per LeWitt e altri, fungeva anche da sistema di supporto per artisti d'avanguardia, bilanciando il suo ruolo di editore, spazio espositivo, spazio commerciale e centro comunitario per la scena artistica del centro,  in questo senso emulando la rete di aspiranti artisti che LeWitt conosceva e godeva come membro dello staff del Museum of Modern Art.

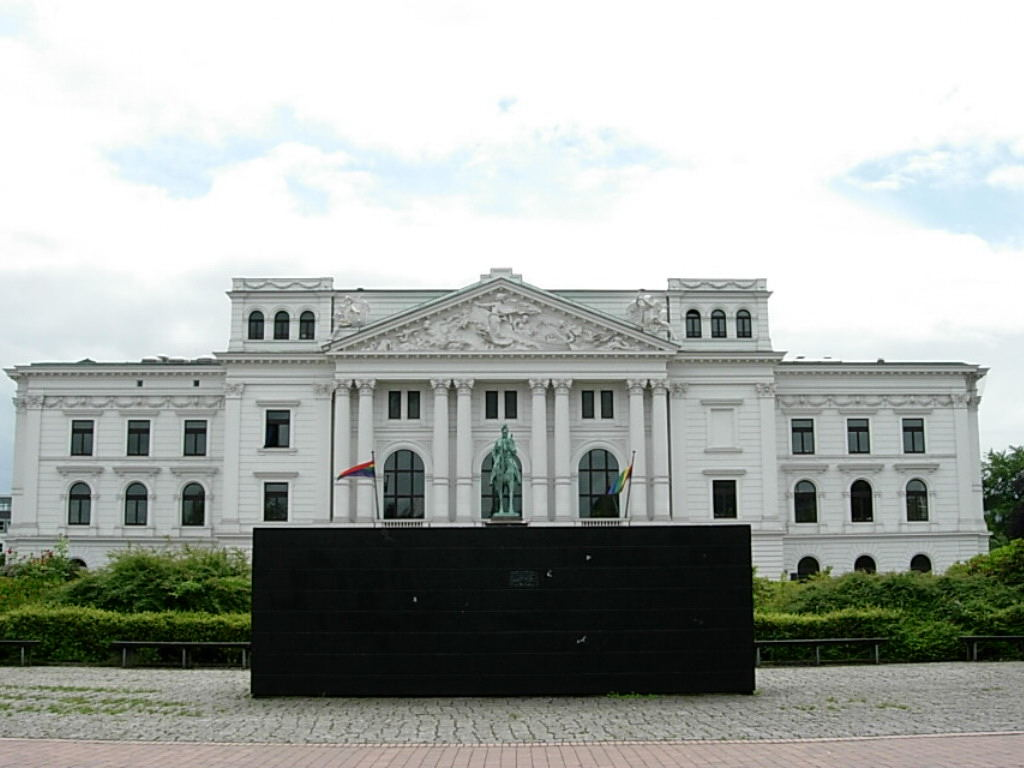
Black Form, 1987

## Opere in Italia
- Progetti murali 445 & 494, Fattoria di Celle-Collezione Gori, 1985
- Cubo senza Cubo, Fattoria di Celle-Collezione Gori, 1988
- Wall Drawing #570, MAR - Museo d'arte della città di Ravenna, 1988
- Complex forms n° 22 (1989) - Collezione Roberto Casamonti, Firenze
- Rifacimento Cappella del Barolo con David Tremlett (1999)
- 1-2-3-2-1, Fattoria di Celle- Collezione Gori, 2000
- Linee in 4 direzioni con tutte le combinazioni su quadrati neri, Fattoria di Celle-Collezione Gori, 2004

## Mostre (selezione)
- 1965: Daniela gallery, New York
- 1968: Galerie Bischofberger, Zurigo
- 1968: Galerie Heiner Friedrich, Monaco
- 1968: documenta 4, Kassel
- 1972: documenta 5, Kassel
- 1977: documenta 6, Kassel
- 1982: documenta 7, Kassel
- 2000: Palazzo delle esposizioni, Roma, 10 maggio-30 agosto 2000.
- 2012: Sol LeWitt. L'artista e i suoi artisti. Napoli, Museo Madre, 15 dicembre 2012 - 1º gennaio 2013.
- 2016: Studio Giangaleazzo Visconti di Milano, 24 maggio-25 novembre 2016

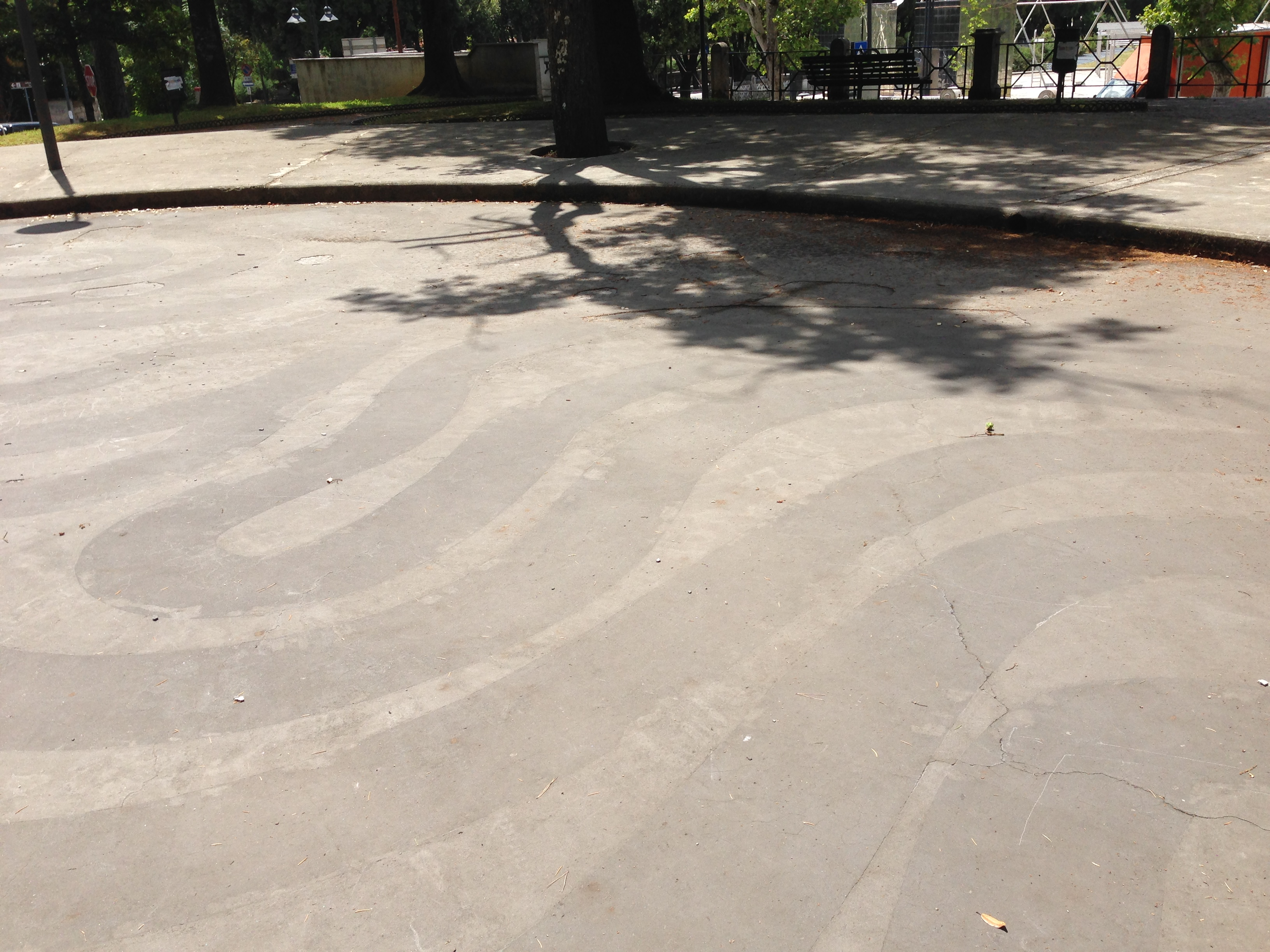
Spoleto, pista da ballo decorata nel 2003 davanti alla Casina degli ippocastani

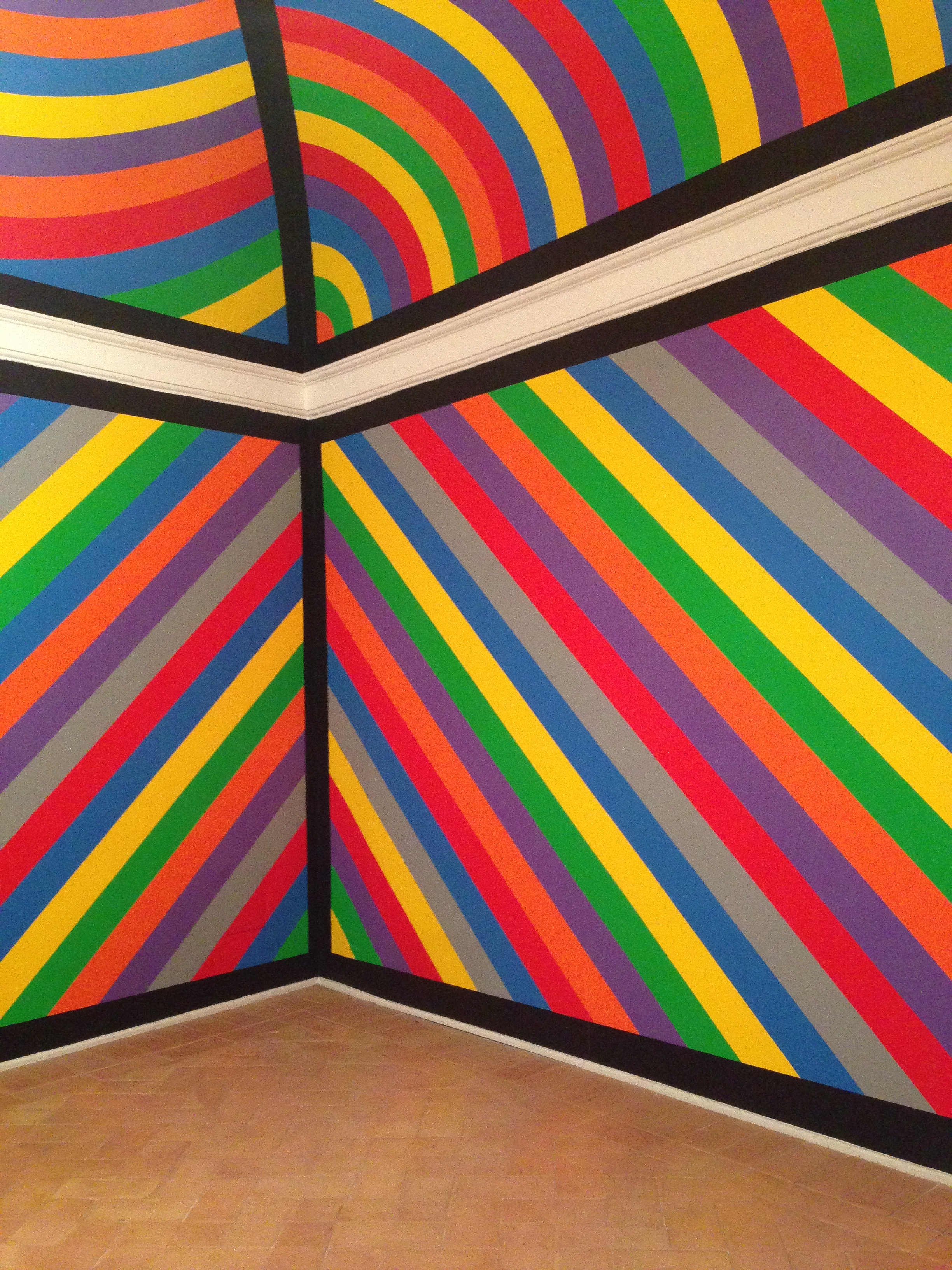
Wall drawing. Museo Carandente, Spoleto

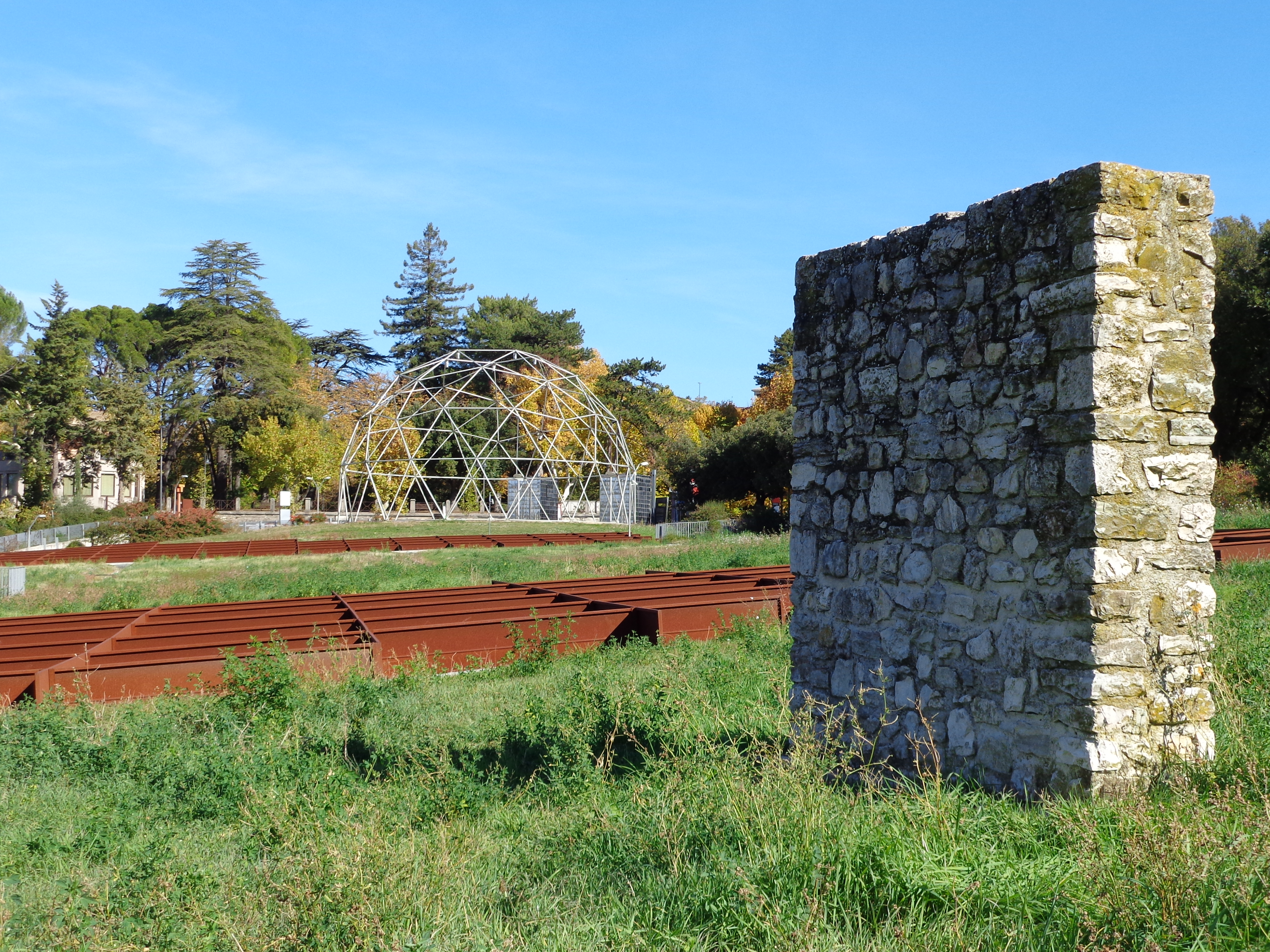
Spoleto, muro di Sol LeWitt e cupola geodetica (Spoletosfera) di R.B. Fuller sullo sfondo

## Sol LeWitt nei musei italiani
- Sala di lettura - Biblioteca civica Antonio Panizzi di Reggio Emilia
- Centro per l'arte contemporanea Luigi Pecci di Prato
- Museo d'arte contemporanea di Rivoli (TO)
- Museo d'arte contemporanea Donnaregina MADRE di Napoli
- MAR - Museo d'arte della città di Ravenna
- Museo Nazionale di Capodimonte di Napoli
- Museo Carandente, Palazzo Collicola - Arti visive di Spoleto
- CAMUSAC, Cassino (FR)
- Parco della Scultura in Architettura di San Donà di Piave (VE)
- MAGI '900 di Pieve di Cento (BO)
- Peggy Guggenheim Collection di Venezia
- Fattoria di Celle di Pistoia
- Collezione Roberto Casamonti, Firenze